# Giovanni Castiglione (1420-1460)
Giovanni Castiglione (Milano, 1420 – Macerata, 14 aprile 1460) è stato un cardinale e vescovo cattolico italiano.

## Biografia
Nacque a Milano da una nobile famiglia, figlio di Maffiolo Castiglione e di Angela Lampugnani.
Il 2 settembre 1444 fu nominato vescovo di Coutances. Il 3 ottobre 1453 fu trasferito alla sede di Pavia.
Fu legato papale in Inghilterra ed in Germania per promuovere la crociata contro i Turchi.
Fu creato cardinale presbitero da papa Callisto III nel concistoro del 17 dicembre 1456 e il 9 marzo 1457 ricevette il titolo cardinalizio di San Clemente.
Partecipò al conclave del 1458, che elesse papa Pio II.
Legato a latere nella Marca anconitana, nel 1458 divenne abate commendatario del monastero di Sant'Abbondio di Como.
Morì a Macerata il 14 aprile 1460 e fu sepolto nella tomba di famiglia a Milano.
Ebbe un figlio naturale, Lodovico, che sposò Maria Pusterla.

## Successione apostolica
La successione apostolica è:
- Arcivescovo Gabriele Sforza, O.S.A. (1454)